# Crematogaster degeeri
Crematogaster degeeri es una especie de hormiga acróbata del género Crematogaster, familia Formicidae. Fue descrita científicamente por Forel en 1886.
Habita en el continente africano, en Madagascar. Se ha encontrado esta especie a elevaciones que van desde los 800 hasta los 2658 metros de altura.
Las colonias de Crematogaster degeeri habitan en bosques donde predomine la Uapaca, en pastizales, matorrales, plantaciones de eucaliptos, en jardines urbanos y también en bosques lluviosos. Además se encuentra en varios microhábitats como piedras y rocas, la vegetación baja, en el suelo, en ramas muertas, hojarasca, troncos podridos y debajo de la corteza de los árboles.

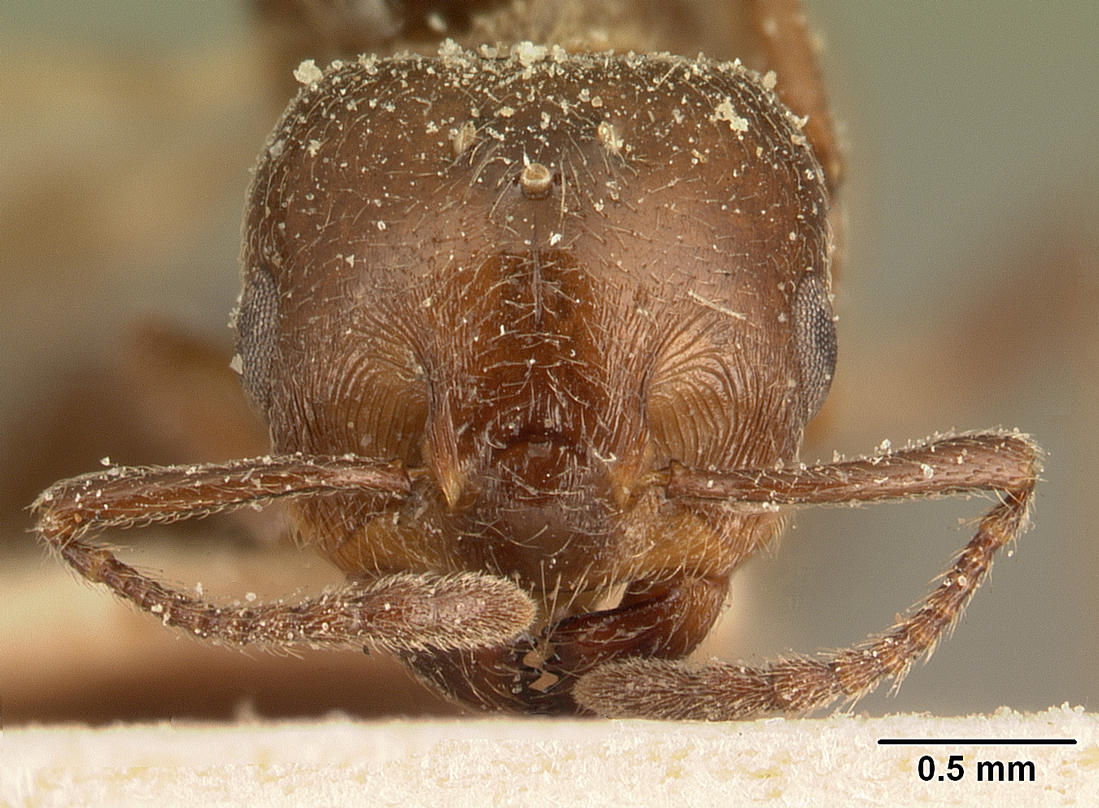
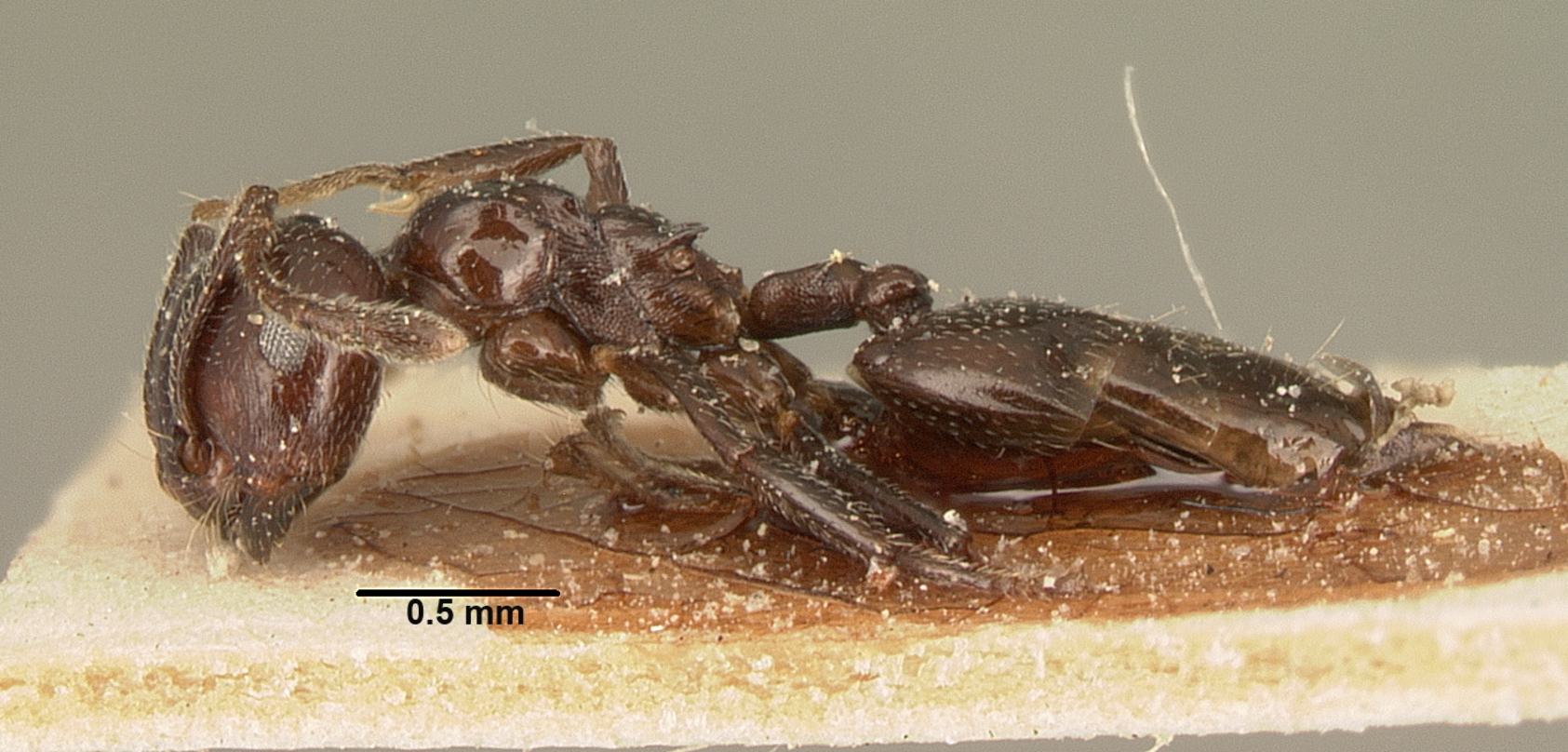
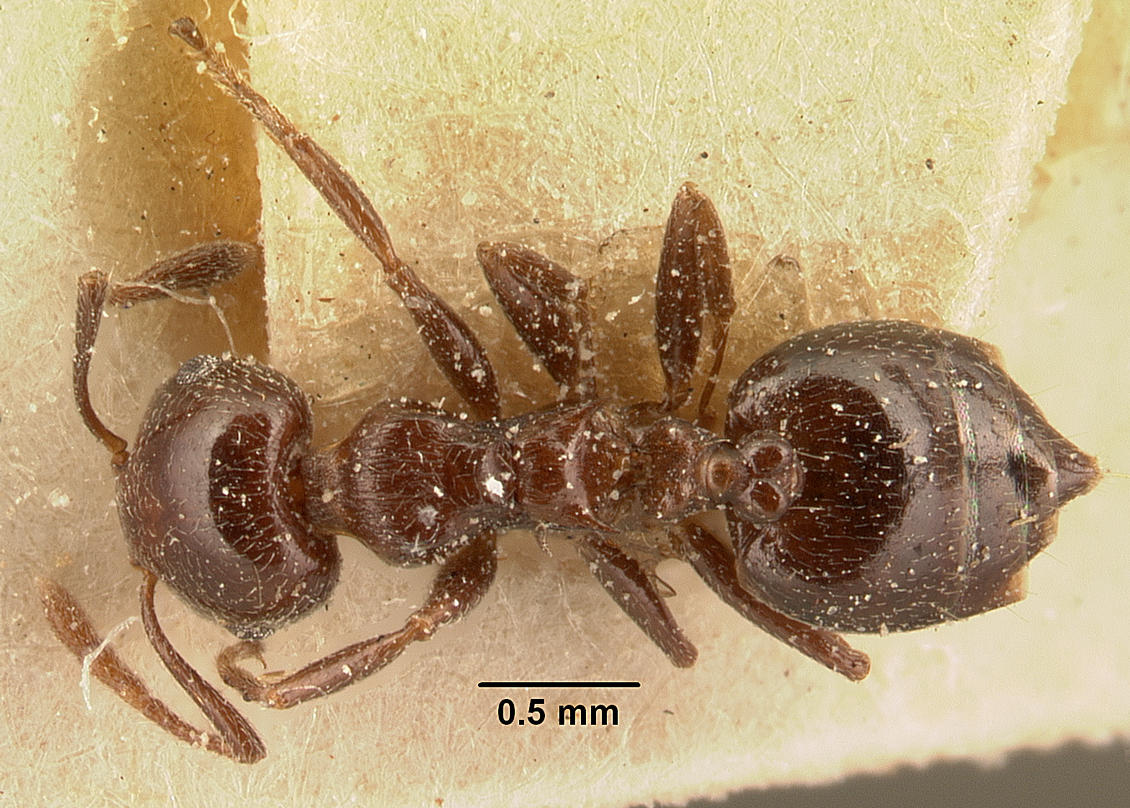
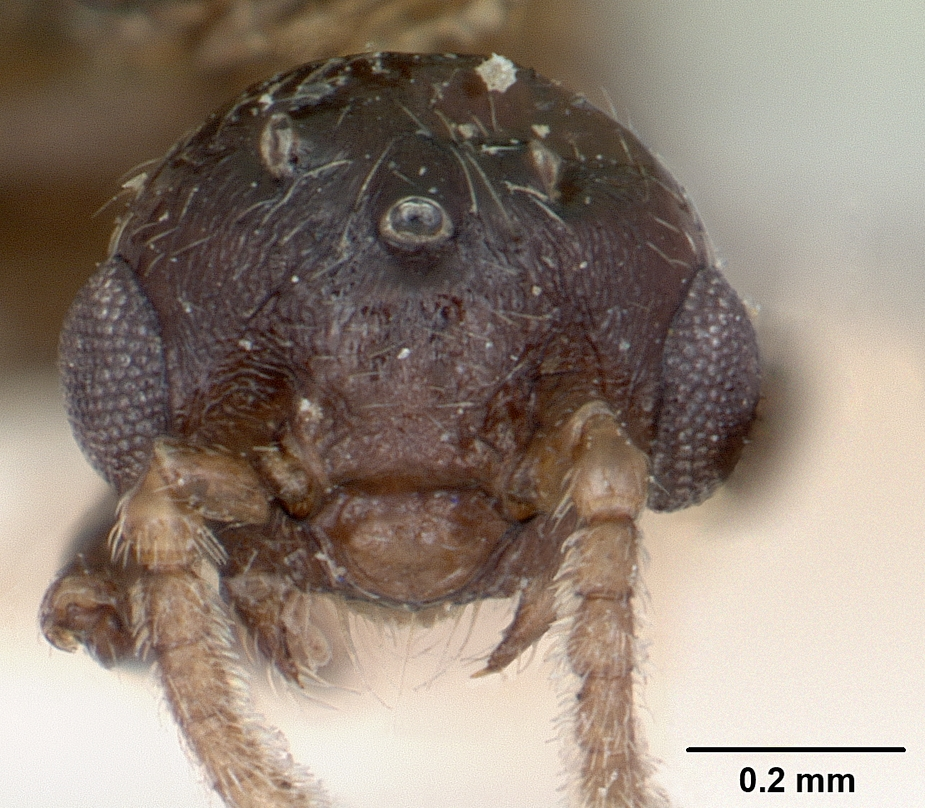